# Willy Osterrieth
Willy Osterrieth (Anversa, 27 ottobre 1908 – 8 marzo 1931) è stato uno schermidore belga, vincitore di una medaglia d'oro ai Campionati Internazionali di scherma.